# Dunlop Srixon World Challenge 2016
Die Dunlop Srixon World Challenge 2016 war ein Tennisturnier der ATP Challenger Tour 2016 für Herren und ein Tennisturnier des ITF Women’s Circuit 2016 für Damen in Toyota. Die Turniere fanden zeitgleich vom 14. bis 20. November 2016 statt.